# Kapisillit
Kapisillit (in danese Lakskaj) è un piccolo villaggio della Groenlandia di 88 abitanti (gennaio 2005). Si trova in una delle ramificazioni del Fiordo di Nuuk, a 64°25'48"N 50°15'35"O; appartiene al comune di Sermersooq. Il nome del villaggio in Kalaallisut significa il salmone per il fatto che l'unico luogo della Groenlandia in cui i salmoni depongono le uova è Kubailik, un fiumiciattolo che scorre vicino al paese; i suoi abitanti vivono di caccia, pesca e turismo e Kapisillit ha la propria scuola, la propria chiesa e il proprio negozietto.